# ФК Металург Рустави
ФК Металург Рустави је грузијски фудбалски клуб из Руставија, који се тренутно такмичи у Првој лиги Грузије.

## Историја
Клуб је основан 1948. као Металург Рустави и то име је носио све до 1990, када мења у Горда Рустави. Од 1991. до 2003. је носио име Мерани-Тбилиси 1991, а 2003. након испадања из Прве лиге Грузије клуб мења име у ФК Рустави. 2006. године фузијом тадашњег члана Прве лиге ФК Тбилиси и друголигаша ФК Рустави настаје Олимпија Рустави. У првој сезони после оснивања клуб постаје првак Грузије и успева да заигра у Лиги шампиона 2007/08.
Клуб 2011. враћа старо име Металург Рустави.

## Трофеји
- Прва лига Грузије:

Првак (2): 2006/07, 2009/10.
- Суперкуп Грузије:

Освајач (1): 2010.

## Хронологија тима
- 1948 - Основан је Металург Рустави
- 1990 - Преименован у Горда Рустави
- 1991 - Преименован у Мерани-Тбилиси 91
- 2003 - Преименован у Рустави'.
- 2006 - Фузија Тбилисија и Руставија, нови назив - Олимпија Рустави
- 2011 - Клуб мења име у Металург Рустави

## Металург Рустави у европским такмичењима
| Сезона   | Такмичење          | Коло        | Држ.          | Клуб            | Резултат |
| -------- | ------------------ | ----------- | ------------- | --------------- | -------- |
| 2007/08. | УЕФА Лига шампиона | 1, коло кв. | Казахстан     | Астана          | 0:0, 0:3 |
| 2009/10. | Лига Европе        | 1. коло кв. | Фарска Острва | Б36 Торшавн     | 2:0, 2:0 |
| 2009/10. | Лига Европе        | 2. коло кв. | Пољска        | Легија Варшава  | 0:3, 0:1 |
| 2010/11. | УЕФА Лига шампиона | 2. коло кв. | Казахстан     | Актобе          | 0:2, 1:1 |
| 2011/12. | Лига Европе        | 1. коло кв. | Јерменија     | Банантс         | 1:0,1:1  |
| 2011/12. | Лига Европе        | 2. коло кв. | Казахстан     | Иртиш Павлодар  | 1:1, 2:0 |
| 2011/12. | Лига Европе        | 3. коло кв. | Француска     | Рен             | 2:5, 0:2 |
| 2012/13. | Лига Европе        | 1. коло кв. | Албанија      | Теута Драч      | 6:1, 3:0 |
|          |                    | 2. коло кв. | Чешка         | Викторија Плзен | 1:3, 0:2 |

Домаће утакмице су подебљане.